# Constant Lestienne
Constant Lestienne (* 23. Mai 1992 in Amiens) ist ein französischer Tennisspieler.

## Karriere
Lestienne spielte am Anfang seiner Karriere hauptsächlich auf der Future Tour, wo er bislang drei Titel im Einzel und zwei Titel im Doppel gewann. Später in seiner Karriere trat er häufiger auf der ATP Challenger Tour an, wo er neun Turniere gewinnen konnte.
2015 kam er in Estoril bei den Millennium Estoril Open zu seinem Debüt auf der ATP World Tour. Nachdem er sich durch die Qualifikation kämpfte, verlor er in der Auftaktrunde des Hauptfelds gegen Pablo Carreño Busta mit 3:6, 1:6.
Im September 2016 wurde er für sieben Monate gesperrt, davon die Hälfte der Zeit auf Bewährung. Lestienne hatte zwischen Februar 2012 und Juni 2015 auf insgesamt 220 Tennisspiele gewettet, allerdings nicht auf eigene. Solche Wetten sind aktiven Spielern strikt untersagt.

## Erfolge
| Legende (Anzahl der Siege)  |
| Grand Slam                  |
| ATP World Tour Finals       |
| ATP World Tour Masters 1000 |
| ATP World Tour 500          |
| ATP World Tour 250          |
| ATP Challenger Tour (9)     |

### Einzel

#### Turniersiege
| Nr. | Datum              | Turnier      | Belag     | Finalgegner        | Ergebnis        |
| --- | ------------------ | ------------ | --------- | ------------------ | --------------- |
| 1.  | 1. Mai 2016        | Ostrava      | Sand      | Zdeněk Kolář       | 6:75, 6:1, 6:2  |
| 2.  | 11. August 2018    | Portorož     | Hartplatz | Andrea Arnaboldi   | 6:2, 6:1        |
| 3.  | 17. Oktober 2021   | Alicante (1) | Hartplatz | Hugo Grenier       | 6:4, 6:3        |
| 4.  | 3. Juli 2022       | Málaga       | Hartplatz | Emilio Gómez       | 6:3, 5:7, 6:2   |
| 5.  | 24. Juli 2022      | Pozoblanco   | Hartplatz | Grégoire Barrère   | 6:0, 7:63       |
| 6.  | 21. August 2022    | Vancouver    | Hartplatz | Arthur Rinderknech | 6:0, 4:6, 6:3   |
| 7.  | 19. August 2023    | Stanford     | Hartplatz | Emilio Nava        | 7:64, 6:2       |
| 8.  | 24. September 2023 | Saint-Tropez | Hartplatz | Liam Broady        | 4:6, 6:3, 6:4   |
| 9.  | 8. Oktober 2023    | Alicante (2) | Hartplatz | Hugo Grenier       | 6:710, 6:2, 6:4 |

### Doppel

#### Finalteilnahmen
| Nr. | Datum            | Turnier | Belag     | Partner                 | Finalgegner                 | Ergebnis          |
| --- | ---------------- | ------- | --------- | ----------------------- | --------------------------- | ----------------- |
| 1.  | 24. Februar 2023 | Doha    | Hartplatz | Botic van de Zandschulp | Rohan Bopanna Matthew Ebden | 7:65, 4:6, [6:10] |

## Abschneiden bei Grand-Slam-Turnieren

### Einzel
| Turnier         | 2015 | 2016 | 2017 | 2018 | 2019 | 2020 | 2021 | 2022 | 2023 | 2024 | 2025 | Karriere |
| --------------- | ---- | ---- | ---- | ---- | ---- | ---- | ---- | ---- | ---- | ---- | ---- | -------- |
| Australian Open | —    | —    | —    | —    | Q1   | Q3   | Q3   | Q2   | 2    | 1    | Q1   | 2        |
| French Open     | Q1   | —    | Q1   | Q2   | Q1   | Q2   | Q1   | Q1   | 1    | 1    | Q1   | 1        |
| Wimbledon       | —    | Q1   | —    | Q2   | Q1   |      | Q1   | Q2   | 1    | 1    | Q1   | 1        |
| US Open         | —    | Q1   | —    | Q2   | Q3   | —    | Q2   | Q2   | 1    | 1    |      | 1        |

### Doppel
| Turnier         | 2017 | 2018 | 2019 | 2020 | 2021 | 2022 | 2023 | 2024 | Karriere |
| --------------- | ---- | ---- | ---- | ---- | ---- | ---- | ---- | ---- | -------- |
| Australian Open | —    | —    | —    | —    | —    | —    | 1    | —    | 1        |
| French Open     | 2    | 1    | —    | —    | —    | 1    | —    | 1    | 2        |
| Wimbledon       | —    | —    | —    |      | —    | —    | 1    | —    | 1        |
| US Open         | —    | —    | —    | —    | —    | —    | —    | —    | —        |

Zeichenerklärung: S = Turniersieg; F, HF, VF, AF = Einzug ins Finale / Halbfinale / Viertelfinale / Achtelfinale; 1, 2, 3 = Ausscheiden in der 1. / 2. / 3. Hauptrunde; Q1, Q2, Q3 = Ausscheiden in der 1. / 2. / 3. Qualifikationsrunde; nicht ausgetragen